# カクマンダー
カクマンダーは、1973年に第2次田中角栄内閣が小選挙区制導入を図った公職選挙法改正案のこと。

## 概要
第3次佐藤栄作内閣の1970年12月24日に発足した第7次選挙制度審議会（会長：高橋雄豺・読売新聞最高顧問）に佐藤首相は「政党本位の選挙を実現するための選挙制度全般を通ずる根本的改善策」を諮問したが、挨拶において衆院の定数の是正について要請し、さらに、私案として衆院に中選挙区比例代表制（定数3程度の大選挙区制と比例代表制の並立）について言及した。
この第7次選挙制度審議会は正式な答申を出すことなく、自民党が振るわなかった第33回衆議院議員総選挙終了後間もない1972年12月19日（第2次田中角栄内閣下）、田中首相に審議経過の報告を行った。
審議会の報告によれば、第一委員会（選挙制度）では、衆院選挙制度につき4案（小選挙区制案、原則都道府県を選挙区とする比例代表制案、小選挙区比例代表並立制案、小選挙区比例代表併用制案）が検討され、並立制を支持する委員が多数を占めた。また、第二委員会（政党）では現行制度を政党本位に切り替え、選挙運動はできるだけ自由化し、選挙運動合理化・実行化をはかるとしたが結論を出すには至らなかった。
1973年4月10日、第7次選挙制度審議会報告と自民党案のすり合わせ作業開始を自民党首脳が了承し、4月27日に自民党総務会は自民党案（①全国310小選挙区の区割り作業を政府の手で直ちに始め、区割り案も改正案の一部として国会に提出する。②小選挙区の候補者に対する投票と、比例代表の政党投票の二票投票制をとることをやめ、一票制にする。）を決定した。
これを受けた田中首相は、5月1日に一票制を政府側も自民党側もさらに詰めてほしいと担当大臣である自治大臣の江﨑真澄に要望し、大都市の区割りが困難な地域は例外的に三人区を設けることや革新野党が多用したビラ･チラシ戦術の規制を示唆した。
5月8日、自民党の橋本登美三郎幹事長と江崎自治大臣が協議したところ、橋本幹事長は「ことの性格上、改正案は20日までの会期内に国会へ提出すべきだ。この改正案には衆院選挙区の区割りが含まれていなければ問題にならない」と注文したのに対し、江崎自治大臣は「区割りを含めた改正案を20日までに出すことは不可能である」と答えた。このため党側は、国会への改正案の提出をあきらめるべきとの判断を固めた。
しかし、田中首相は同日に自民党選挙調査会の松野頼三会長・赤沢正道副会長に「断じてやりたい」と強い決意を示した。
5月11日、田中首相、江崎自治大臣、二階堂進官房長官は、「衆議院総定数を20人増の511人とし、小選挙区制：比例代表制＝6：4とする」方針を決め、区割りはひとまず分離してその他の部分を会期切れまでに提出すると決めたが、橋本幹事長は「一括提出がスジ」と主張し、意見が対立した。一方、野党は社会党など野党がゲリマンダーとして審議拒否し、国会が空転した。
田中首相は小選挙区制導入に執念を燃やし、大幅な会期延長してでも成立を目指したが、中村梅吉衆院議長と河野謙三参院議長が改正案を提出しないよう田中首相に申し入れたことを受けて、政府は5月16日16時過ぎに、臨時閣議を開き公職選挙法改正案の提出を断念した。